# スルハンダリヤ川
スルハンダリヤ川 (ウズベク語: Surxondaryo / Сурхондарё, 英語: Surkhandarya River) はウズベキスタンの川である。ダリヤ (Darya) はウズベク語で川を意味するため、スルハン川やスルホン川と表記されることもある。アムダリヤ川の支川であり、全長は175km、流域面積は13,500km2である。途中、カラバグ川が合流する。
スルハンダリヤ州の名前はこの川に由来している。